# 509
509（五百九、五〇九、ごひゃくきゅう）は自然数、また整数において、508の次で510の前の数である。

## 性質
- 509は97番目の素数である。1つ前は503、次は521。
  - 約数の和は510。
- 26番目のソフィー・ジェルマン素数である。1つ前は491、次は593。
- 25番目のスーパー素数である。1つ前は461、次は547。
- 509 = 509 + 0 × ω (ωは1の虚立方根)
  - a + 0 × ω (a > 0) で表される50番目のアイゼンシュタイン素数である。1つ前は491、次は521。
- 50…09 の形の最小の素数である。次は5009。ただし挟まれた数は無くてもいいとすると最小は59。(オンライン整数列大辞典の数列 A101569)
- 509 = 100 × 5 + 9
  - n = 5 のときの 100n + 9 の形で表せる3番目の素数である。1つ前は409、次は709。(オンライン整数列大辞典の数列 A166560)
- 509 = 122 + 132 + 142
  - 3連続整数の平方和で表せる数である。1つ前は434、次は590。
  - 3連続整数の平方和が素数になる3番目の数である。1つ前は149、次は677。
- 1/509 は循環節の長さ508の循環小数になる。
  - 逆数が循環小数になる数で循環節が508になる最小の数である。次は1018。
  - 循環節が n − 1 である巡回数を作る37番目の素数である。1つ前は503、次は541。
- 各位の和が14になる36番目の数である。1つ前は491、次は518。
- 509 = 52 + 222
  - 異なる2つの平方数の和で表せる152番目の数である。1つ前は505、次は514。(オンライン整数列大辞典の数列 A004431)
- 3つの平方数の和7通りで表せる6番目の数である。1つ前は506、次は545。(オンライン整数列大辞典の数列 A025327)
- 異なる3つの平方数の和7通りで表せる5番目の数である。1つ前は506、次は521。(オンライン整数列大辞典の数列 A025345)
- 509 = 29 − 3
  - n = 9 のときの 2n − 3 の値とみたとき1つ前は253、次は1021。(オンライン整数列大辞典の数列 A036563)
    - 2n − 3 の形の5番目の素数である。1つ前は61、次は1021。(オンライン整数列大辞典の数列 A050415)

  - 509 = 83 − 3
    - n = 3 のときの 8n − n の値とみたとき1つ前は62、次は4092。(オンライン整数列大辞典の数列 A024089)
      - 8n − n の形の2番目の素数である。1つ前は7、次は2596148429267413814265248164610011。(オンライン整数列大辞典の数列 A224469)
- 509 × 132/27720 = 1 + 1/2 + 1/3 + 1/4 + 1/5 + 1/6 + 1/7 + 1/8 + 1/9 + 1/10 + 1/11 + 1/12
  - 5以上の素数 p において 1 から p − 1 までの逆数の和の分子の値は p2 の因数をもつことが知られている。(ウォルステンホルムの定理（英語版）)そのときの対になる因数の値である。1つ前は61、次は8431。(オンライン整数列大辞典の数列 A061002)

## その他 509 に関連すること
- Me 509 (航空機)
- 第509混成部隊
- X.509とは、ITU-TのPKIの規格である。
- ザ・レコーディング at NHK CR-509 Studio
- HWK 109-509